# Nieświastowice
Nieświastowice – wieś w Polsce, położona w województwie wielkopolskim, w powiecie wągrowieckim, w gminie Mieścisko. W latach 1975–1998 miejscowość administracyjnie należała do województwa poznańskiego.

## Historia
Nieświastowice to jedna z nielicznych wsi, która prawie w całości zachowała swój pierwotny charakter i układ. Składa się z dwóch położonych blisko siebie części. Pierwszą tworzą czworaki i domy usytuowane po obu stronach drogi. Druga, położona w pobliżu uroczego stawu, to zabudowania dawnego folwarku, z których zachowały się obiekty gospodarcze, m.in. duża obora. Brakuje tam niestety dawnego pałacu, który stał w otoczeniu ładnego parku. Obiekt ten został rozebrany w latach 70. minionego wieku. Na jego miejscu pobudowano blok dla czterech rodzin.
Do wsi należą jeszcze zabudowania zwane Hubami, w których są cztery gospodarstwa rolne.
Nieświastowice wymienione są w źródłach z XVI wieku. Tu swoją siedzibę miał ród Nieświastowskich, herbu Lubicz. W XIX wieku powstały czworaki i domy stojące do dzisiaj. Mieszkało tu średnio ok. 180 osób. W 1885 r. część włościańska (obecnie Huby) obejmowała około 80 ha gruntów i 6 domów, zaś obszar dworski miał ponad 500 ha i 9 domów. Od 1868 r. folwark należał do rodziny Brodnickich. Ostatnią dziedziczką przed II wojną światową była Felicja Brodnicka. Majątek miał wtedy 544 ha, należały do niego: pałac, siedem czworaków, torfiarnia i mała cegielnia. 
Po wojnie na bazie folwarku utworzono PGR. Obecnie na majątku tym gospodaruje spółka rolna „Nieświastowice”, w której pracuje ok. 15 osób. Tutaj hoduje się bydło mleczne oraz mięsne rasy Highland, produkuje się zboża konsumpcyjne, a także rzepak, kukurydzę i buraki cukrowe.
Obecnie Nieświastowice mają ok. 130 mieszkańców. W miejscowości tej stoi 14 domów. Przy wjeździe do wioski stoi figura Matki Boskiej. Po drugiej stronie wsi stoi nowy krzyż. Od paru lat w Nieświastowicach funkcjonuje świetlica wiejska, z której chętnie korzysta liczna grupa młodzieży i dzieci. Wioskę od Gospodarstwa Rolnego oddziela park. W 2009 r. została położona nowa nawierzchnia drogi i nowe chodniki. Wiosną 2008 r. wspólnymi siłami mieszkańców wsi, sołtysa i Urzędu Gminy utworzono boisko sportowe do piłki nożnej i siatkówki, na którym co roku organizowany jest „Turniej Piłki Nożnej o Puchar Wójta Gminy Mieścisko”. Funkcję sołtysa sprawuje od 2008 r. Jan Nawrocki.